# (9748) van Ostaijen
(9748) van Ostaijen (1989 CS2) – planetoida z grupy pasa głównego asteroid okrążająca Słońce w ciągu 3,58 lat w średniej odległości 2,34 j.a. Odkryta 4 lutego 1989 roku.